# Ucacha
Ucacha är en ort i Argentina.   Den ligger i provinsen Córdoba, i den centrala delen av landet, 500 km väster om huvudstaden Buenos Aires. Ucacha ligger 197 meter över havet och antalet invånare är 4 747.
Terrängen runt Ucacha är platt, och sluttar österut. Runt Ucacha är det ganska glesbefolkat, med 25 invånare per kvadratkilometer..
Trakten runt Ucacha består till största delen av jordbruksmark.